# Еріка Сінклер
Еріка Сінклер (англ. Erica Sinclair) — головна героїня у серіалі «Дивні дива» яку грає Прія Ферґюсон. Вона є молодшою сестрою Лукаса Сінклера.

## Біографія
Влітку 1985 року, після відкриття торгового центру Starcourt у місті, Еріка проводила дні зі своєю групою друзів, переслідуючи Робін Баклі та Стіва Гаррінґтона, щоб отримати безкоштовне морозиво. Невдовзі Стів, Робін і найкращий друг Лукаса Дастін Хендерсон просять її пролізти через вентиляційні отвори торгового центру, щоб дослідити запаси торгового центру, в яких міститься російська зброя. Еріка погоджується в обмін на безкоштовне морозиво на все життя. Вони виявили під торговим центром велику російську базу, яка намагалася відкрити портал в інший вимір. Вона незабаром виявляє, що має риси ботаніка через свою любов до My Little Pony, політику та навички математики. Хоча Еріка спочатку заперечує, Дастін каже їй прийняти свою ботанську натуру. Після втечі з бази вона незабаром допомагає своєму братові та друзям зупинити Мозкожера. Через три місяці Еріка отримує набори Dungeons & Dragons від Дастіна та Лукаса.
Навесні 1986 року навички Еріки в Dungeons & Dragons зросли. Коли через баскетбольні ігри Лукас не зможе прийти на гру, Майк і Дастін відчайдушно намагаються знайти гравця на заміну — і Еріка може виявитися тією, яка їм потрібна. Пізніше їй повідомляють про сутність під назвою Векна, яка вбиває підлітків навколо Гокінса, вона приєдналася до своїх друзів і брата в спробі вбити монстра. Після короткої бійки з членами баскетбольної команди Hawkins High у старому Кріловому будинку, Еріка та її друзі змогли перемогти Векну, але не змогли запобігти відкриттю чотирьом воріт Навивороту. Згодом Еріка та Лукас відвідують Макс Мейфілд у лікарні, коли вона перебуває в комі, після їхньої зустрічі з Векною, перш ніж вони спостерігають, як частки з Навивороту падають на місто Гокінс.

## Особистість
Коли Еріка вперше була представлена, вона спочатку виглядала як типова надокучлива молодша сестричка, яка ображала Лукаса та його друзів при будь-якій нагоді. У неї є власний набір подруг, з якими вона тусується, і їй подобається зловживати привілеями у Scoop's Ahoy, магазині морозива в торговому центрі Starcourt. За словами Лукаса, їхні батьки не можуть «змусити» Еріку слухатися їх, ймовірно, через її високий інтелект і вимогу платити/компенсувати за будь-які послуги.
Однак, незважаючи на її несхвалення ботанів, Дастін вказує на її дар до математики, знання політики та інтерес до My Little Pony, що робить її такою ж ботанокю, як і він. Еріка дуже політично обізнана для свого віку та має патріотичне ставлення до своєї країни. Незабаром Еріка повністю прийняла свою любов до D&D. Вона доводить, що піклується про свого брата і підтримує його, приходить на його баскетбольні ігри.

## Відносини з персонажами
1. Лукас Сінклер
Еріка знущалася над своїм старшим братом Лукасом і дратувала його. У 1985 році, коли Еріка дізналася про зіткнення Лукаса та його друзів із Навиворотом та монстрами, вона не повірила, що Лукас причетний до будь-чого з цього, незважаючи на віру у все, що сталося. Однак це змінилося, коли Лукас прийшов їй на допомогу в торговий центр Starcourt. Хоча Еріка все ще дратувала Лукаса, вони разом перемогли Мозкожера. Через три місяці Еріка отримала весь набір D&D від свого брата та друзів, який вона прийняла; натякаючи на те, що вони покращать відносини одне з одним. У 1986 році Еріка зайняла місце свого брата в Hellfire Club через його членство в баскетбольній команді Hawkins Tigers. Коли вона погрожувала Лукасу розповісти Дастіну, що вона знайшла під його ліжком, Еріка дізналася про Векну.
Лукас і Еріка брали участь у плані знищити Векну, але їм завадив Джейсон і його товариші по баскетбольній команді в покинутому особняку Кріл. Коли Еріка знайшла свого брата, який тримає на руках поранену Макс, вона викликала швидку допомогу. Імовірно, Еріка допомогла своєму братові віднести дівчину до машини швидкої допомоги. Через два дні Еріка спостерігала, як Лукас читав історію Макс та возз'єднався з Майком, Одинадцятою і Віллом. Приблизно через годину Лукас і Еріка були вражені та стурбовані, спостерігаючи, як спори з Навивороту падають над Гокінсом у рамках вторгнення, яке планував Векна.
2. Дастін Хендерсон
Еріка дуже зневажливо ставилася до друзів свого брата, включаючи Дастіна Хендерсона. Однак у 1985 році вони подружилися, коли Дастін попросив Еріки допомогти у знищенні секретної російської бази під торговим центром Starcourt. Вони разом рятували Стіва та Робін від росіян, а потім захищали та піклувалися про них після того, як їх одурманили сироваткою правди. Еріка не вірила в існування дівчини Дастіна, Сьюзі, доки він не підтвердив її існування, поговоривши з останньою через Cerebro. Коли Дастін і Сьюзі співали Neverending Story, Еріка була шокована, як і решта. Через три місяці Еріка все ще в дружніх стосунках з Дастіном, оскільки їй подарували набори D&D від Party. Приблизно через дев'ять місяців Дастін попросив Еріку замінити Лукаса в новій кампанії в Hellfire Club. Зрештою вона погодилася і використовувала прізвисько «Леді Епплджек». Зрештою Еріка виграла гру, на великий подив і радість Дастіна. Коли Еріка погрожувала розповісти Дастіну щось, що вона знайшла під ліжком Лукаса, вона стверджувала, що це було 100 % огидно, перш ніж їй повідомили про існування Векни.

3. Стів Гаррінґтон
Влітку 1985 року, після відкриття торгового центру Starcourt, Еріка стала частим клієнтом Scoops Ahoy, де вона постійно просила морозиво з різними смаками. Коли Робін попросила допомоги Еріку проповзти через трубу до таємної кімнати, яку зайняли росіяни, Стів погодився на цю ідею та був готовий подарувати Еріці безкоштовне морозиво в обмін на її співпрацю. Коли Еріка вона до кімнати цілою та неушкодженою, Стів зітхнув із полегшенням. Однак, опинившись у пастці в кімнаті, яка виявилася ліфтом, Еріка почала звинувачувати Стіва та інших у тому, що вони поставили її в таку ситуацію. Досліджуючи секретну російську базу під Старкортом, Стів допоміг Еріці та Дастіну втекти, коли їх помітили росіяни. Навесні 1986 року Еріка приєдналася до свого брата, Стіва та інших у боротьбі проти Векни, причому вона виступала комунікатором між групами.

4. Мюррей Бауман
Влітку 1985 року Мюррей і Еріка зустрілися в торговому центрі Starcourt, коли вони та інші планували закрити ворота, які відкривалися на російській базі. Поки Мюррей намагався прочитати надану йому карту розташування бази, Еріка вказала, наскільки помилковим був його план штурму бази, а також назвала Мюррея «містером Банманом». Він запитав, чому з ним розмовляє «чотирирічка», на що Еріка відповіла, що їй десять, і назвала його «лисим гівнюком», що дуже вразило Мюррея.

5. Едді Мансон
Навесні 1986 року Еріка прибула до кампанії Eddie's Hellfire Club замість свого брата. Коли вона приїхала з Майком і Дастіном, Едді відразу ж відхилив їхню пропозицію, сказавши, що Hellfire Club не клуб няньок. На відміну від хлопців, які були налякані непередбачуваним характером Едді, Еріка стояла на своєму, оголосивши, що її рівні були надзвичайно високими. Едді, здивований, з усмішкою визнав поразку та привітав Еріку в клубі рукостисканням. Дізнавшись, наскільки Векна був близький до того, щоб відкрити ворота у світ, Едді та Еріка працювали разом, щоб дістатися до Зони бойових дій і запастися припасами, щоб проникнути в Навиворіт, щоб остаточно вбити Векну.

## Цитати
- «Просто факти!»
- «Натомість у мене для вас є код. Він називається: „Закрий рот“».
- «Зграйка ботанів».
- «Ти не відкриєш Америку без Еріки».
- «Безкоштовне морозиво все життя».
- «Мені десять, гівнюк ти лисий!»
- «Мені одинадцять, довговолосий ти фрік».
- «Мене звуть леді Епплджек. І я хаотичний добрий напівельф-розбійник 14 рівня. Я прокрадуся за спиною будь-якого монстра, якого ви кинете на моєму шляху, і завдам їм удару в спину своїм просоченим отрутою кукрі. І я буду посміхатися, дивлячись, як вони вмирають повільно, болісною смертю».
- «Це фігня! Клуб Hellfire — це не культ, це клуб для ботанів!»

## Цікаві факти
1. В інтерв’ю з Прії Фергюсон стало відомо, що Еріку спочатку звали Тіна, ім’я, яке, можливо, використовувалося як пасхалку, оскільки найкраща подруга Еріки —  дівчина на ім’я Тіна. 
2. Вона любить політику (вона прихильна до  капіталізму та ненавидить комунізм).
3. Також в неї талант до математики.
4. Її улюблений мультфільм: My little pony
5. У 4 сезоні 4 серії Еріка використовує чашку Scoops Ahoy як чашку для фарби. 
6. Сезон 3 — єдиний сезон, де вона з'являлася в кожному епізоді.